# Sarah Fisher
Sarah Fisher, född 4 oktober 1980 i Columbus, Ohio, är en amerikansk racerförare.

## Racingkarriär
Fisher började tävla i Indy Racing League redan som nittonåring under säsongen 1999, och fick chansen att bli förare i Walker Racings nystartade gren som ägnade sig år IRL parallellt med CART under säsongen 2000. I och med att hon var unik att som ung kvinna tävla i IRL och Indianapolis 500, blev hon fansens populäraste förare. Hon blev sensationellt trea på Kentucky Speedway samma år, och följde upp det med en andraplats på Homestead-Miami Speedway i säsongspremiären 2001. Walker Racing lade därefter ned sitt IndyCar-team för att fokusera helt på CART, men Fisher hade aldrig tävlat på konventionella racerbanor, och lämnade stallet.
Hon skrev på för Dreyer & Reinbold Racing efter att ha missat de första tävlingarna säsongen 2002, och fick förtroende att köra för stallet resterande del av säsongen, efter att ha tagit en fjärdeplats i debuten på Nazareth Speedway. Ännu en gång var Fisher mycket snabb på Kentucky Speedway, och tog där sin första pole position i karriären, vilket även var den första pole positionen för en kvinna i Indyracing. Hon ledde i början av tävlingen, men föll tillbaka till en åttonde plats. Hon fick dessutom demonstrera en McLarenbil ifrån formel 1 på Indianapolis Motor Speedway innan USA:s Grand Prix kördes. Fisher fortsatte med Dreyer & Reinbold även under 2003 års säsong, men klarade bara av att komma bland de tio bästa en gång under säsongen, och det räckte inte för att få fortsatt förtroende för 2004, då hon bara kunde ställa upp i det årets Indianapolis 500, där hon blev 21:a med Kelley Racing.
De följande åren hade Fisher stora problem att få ihop en budget för hela säsonger, vilket gjorde att hon ofta tvingades nöja sig med enstaka starter. Hon tog två platser bland de tio främst under säsongen 2007, med en sjundeplats på Iowa Speedway som främst, men hennes försök att starta sitt eget team Sarah Fisher Racing från och med 2008 försäkrade henne att i alla fall kunna delta i utvalda tävlingar.